# شمس الدين المنبجي
شمس الدين محمد بن محمد المنبجي ( ٠٠٠ - 785هـ /1383م) هو متصوف حنبلي،

## سيرة
أصله من منبج،. سكن الصالحية بدمشق.

## مؤلفاته
له كتب منها
- منهاج السالكين وعمدة البصراء السائرين، مخطوطة في تصوف، توجد نسخ منها في مكتبة جامعة الرياض، مصورة عن خطه وفي شستربتي (3321)
- تسلية أهل المصائب في موت الأولاد والأقارب، مطبوعة، دار الكتب العلمية (الطبعة 2، 2005)[3]
- وله مصنف في الطاعون وأحواله وأحكامه، جمعه في الطاعون الواقع سنة أربع وستين، قال: وهو يدل على حفظ وفضل وفيه فوائد كثيرة